# Arno Enners

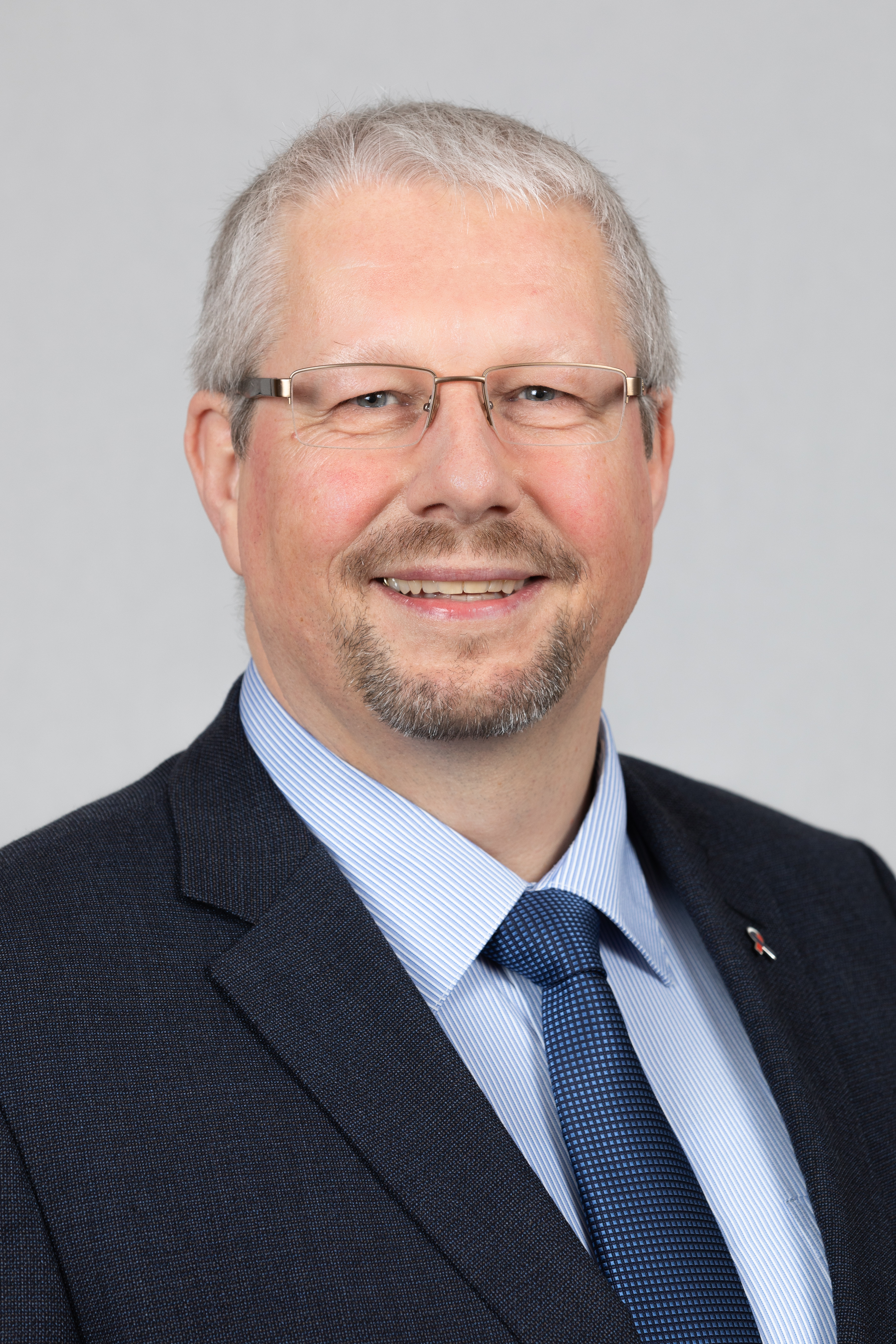
Arno Enners, 2019

Arno Enners	 (* 25. April 1964 in Gießen) ist ein deutscher Politiker der Alternative für Deutschland (AfD).

## Leben
Nach der Lehrzeit und 7 Jahren Bundeswehr im Dienstgrad eines Oberfeldwebels war Enners als Kfz-Meister 25 Jahre als Fuhrpark- und Werkstattleiter beim DRK-Rettungsdienst Mittelhessen in Marburg tätig. Er ist seit 2013 Mitglied der hessischen AfD. Von April 2016 bis August 2021 war er für die AfD Stadtverordneter im Stadtparlament von Gießen. Enners gründete im März 2014 den AfD Stadtverband Gießen, dessen Sprecher er von 2014 bis 2020 war. Im Oktober 2016 wurde Enners für die AfD in die Verbandsversammlung des Hessischen Landeswohlfahrtsverbandes gewählt. Im Februar 2017 erfolgte die Ernennung zum Ehrenbeamten und Beigeordneten im Verwaltungsausschuss des Hessischen Landeswohlfahrtsverbandes. Im Oktober 2021 wurde Enners Fraktionsvorsitzender der AfD-Fraktion im Landeswohlfahrtsverband Hessen. Weiterhin ist er Mitglied im Vitos-Beirat der Vitos Klinik in Hadamar.
Bei der Landtagswahl 2018 kandidierte er auf Listenplatz 8 der AfD im Wahlkreis Gießen I. Er zog im Januar 2019 über die Landesliste als Abgeordneter in den Hessischen Landtag ein und war von Juni 2021 bis Februar 2025 stellvertretender Fraktionsvorsitzender der AfD-Landtagsfraktion. Seit April 2019 ist Enners Mitglied im Rundfunkrat und darüber hinaus im Telemedien-Ausschuss sowie dem Beschwerdeausschuss des Hessischen Rundfunks tätig. Seit November 2019 ist Enners stellvertretender Kreissprecher des AfD Kreisverbandes Gießen. Im November 2022 gründete Enners den AfD Ortsverband Allendorf/Rabenau, dessen Sprecher er bis Oktober 2024 war. Im Oktober 2024 gab Enners das Amt ab und ist nun zum stellvertretenden Sprecher des OV Allendorf/Rabenau gewählt worden. Zur Landtagswahl 2023 ist Enners erneut über die Landesliste (Platz 4) in den Hessischen Landtag gewählt worden und landete im Wahlkreis 19 in der Direktkandidatur den 2. Platz hinter dem Kandidaten der CDU. Seit 18. Januar 2024 gehört Enners dem 21. Landtag an. Dort ist er medienpolitischer Sprecher der Fraktion sowie stellvertretender Vorsitzender im Gesundheits- und Familienpolitischer Ausschuss und Obmann im Hauptausschuss.